# Yacine Hima
Yacine Hima, né le 25 mars 1984 à Lyon 2e, est un footballeur international algérien, reconverti comme entraîneur. Il est nommé entraîneur du FC Lyon au cours de la saison 2020-2021 et restera à ce poste jusqu'en janvier 2023.
Il compte 2 sélections en équipe nationale en 2006. Sa première sélection a eu lieu à l'occasion d'un match amical contre le Gabon le 15 août 2006.
Le 8 février 2007, il part gratuitement pour le club suisse du FC Aarau. Après une expérience en Arabie saoudite, il revient dans le championnat suisse en signant à l'intersaison 2008 à l'AC Bellinzone.
Libre de contrat, depuis la fin de son aventure à Bellinzone, il s'est engagé pour une saison en faveur de l'AS Eupen en Belgique pour la saison 2010-2011. Après six mois, il rejoint le Neftchi Bakou en Azerbaïdjan.

## Carrière
- 2004-2005 : Olympique lyonnais  France
- 2005-2006 : LB Châteauroux  France
- 2006-2007 : Olympique lyonnais  France
- 2007-2007 : FC Aarau  Suisse
- 2007-2008 : Al Watani  Arabie saoudite
- 2008-2010 : AC Bellinzone  Suisse
- 2010 : AS Eupen  Belgique
- 2011 : Neftchi Bakou  Azerbaïdjan
- 2012 : FC Wil  Suisse
- 2013 : MDA Foot  France
- 2013-2016 : Lyon Duchère AS  France